# Cyperus elegans
Cyperus elegans är en halvgräsart som beskrevs av Carl von Linné. Cyperus elegans ingår i släktet papyrusar, och familjen halvgräs.

## Underarter
Arten delas in i följande underarter:
- C. e. elegans
- C. e. rubiginosus